# Khatijun Nissa Siraj

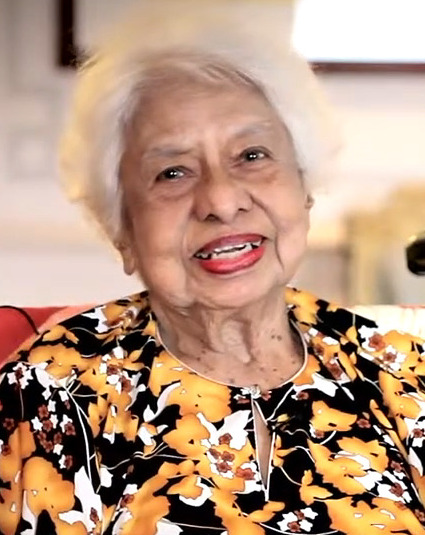
Khatijun Nissa Siraj im Jahr 2014

Khatijun Nissa Siraj (1925 – 7. März 2023) war eine singapurische Frauenrechtlerin, die sich vor allem für die Verbesserung der Situation malaiischer muslimischer Frauen einsetzte. Siraj stammte aus einer außerordentlich wohlhabenden Familie indischer Abstammung, die eine wichtige Rolle im gesellschaftlichen Leben Singapurs der Zwischenkriegszeit spielte, aber während der japanischen Besatzungszeit (1942–1945) einen Großteil ihres Vermögens verlor. Nach dem Ende des Zweiten Weltkriegs und der Rückkehr der Briten nach Singapur engagierte sie sich in verschiedenen Wohlfahrtsorganisationen und -kommissionen. Hierbei wurde sie auf das Leiden malaiischer muslimischer Frauen aufmerksam, die von ihren Ehemännern im Stich gelassen, misshandelt oder ohne Geld auf die Straße gesetzt wurden. Als Gegenstück zur Young Women’s Christian Association gründete Siraj 1952 zusammen mit anderen muslimischen Frauen die Young Women Muslim Association von Singapur, um für die Rechte der malaiischen Frauen zu kämpfen. Als Pesatuan Pemudi Islam Singapura (PPIS) besteht diese Organisation bis heute weiter. Die PPIS setzte sich für die Schaffung eines Familiengerichts ein, das 1958 in Form des Scharia-Gerichts von Singapur auch tatsächlich eingerichtet wurde. Während der 1960er Jahre war Siraj als erste Sozialarbeiterin an diesem Gericht tätig.
Sirajs Leben bis in die 1960er Jahre ist durch eine Serie von Interviews, die das National-Archiv von Singapur im Rahmen seines Oral-History-Projekts in den Jahren 1995 und 1996 mit ihr führte, besonders gut dokumentiert.

## Leben

### Abstammung und Elternhaus
Khatijun Nissa wurde 1925 als Tochter des wohlhabenden Geschäftsmanns T K Shaik Dawood (1872–1935) und seiner Frau Latifah binte Haji Ismail geboren. Ihre Eltern kamen beide aus Indien, der Vater aus Madras, ihre Mutter aus Kalkutta. Der Großvater mütterlicherseits, der im Viehhandel tätig war, stammte aus Sinkiang. Er war zunächst nach Calcutta eingewandert und dann nach Singapur weitergezogen.
Khatijuns Vater, der aus einer Familie von Grundbesitzern kam und in Madras eine englische Schule besucht hatte, wanderte Anfang der 1900er Jahre nach Singapur aus. Dort eröffnete er zunächst ein Geschäft, in dem er Haushaltswaren aus Indien verkaufte. Später gründete er dann das Unternehmen Dawood and Company, das im Bereich der Schiffsausrüstung und Verladung und Löschung von Schiffen aktiv war und Kulis beschäftigte. Zu seinen Großkunden gehörten die British India Steam Navigation Company, P&O und die Dollar Line von Robert Dollar. Daneben besaß er noch eine Anzahl von Reisfeldern in Indien, deren Ertrag er regelmäßig bei Reisen nach Indien einsammelte.
Khatijuns Eltern heirateten 1912, die Ehe war arrangiert. Die Mutter wurde von ihren Eltern nach den Purdah-Regeln abgeschirmt, doch hatte sie die Elementarschule besucht, konnte lesen und schreiben. In der Anfangszeit der Ehe hielt auch Khatijuns Vater an den Purdah-Regeln fest, weswegen das Auto der Familie mit Vorhängen für die Frauen versehen war. Später hielt er diese Regeln jedoch für unsinnig und löste sich von ihnen, so dass die Frauen der Familie sich frei bewegen konnten. Khatijun war die zweitjüngste von fünf Schwestern und hatte noch einen älteren Bruder.

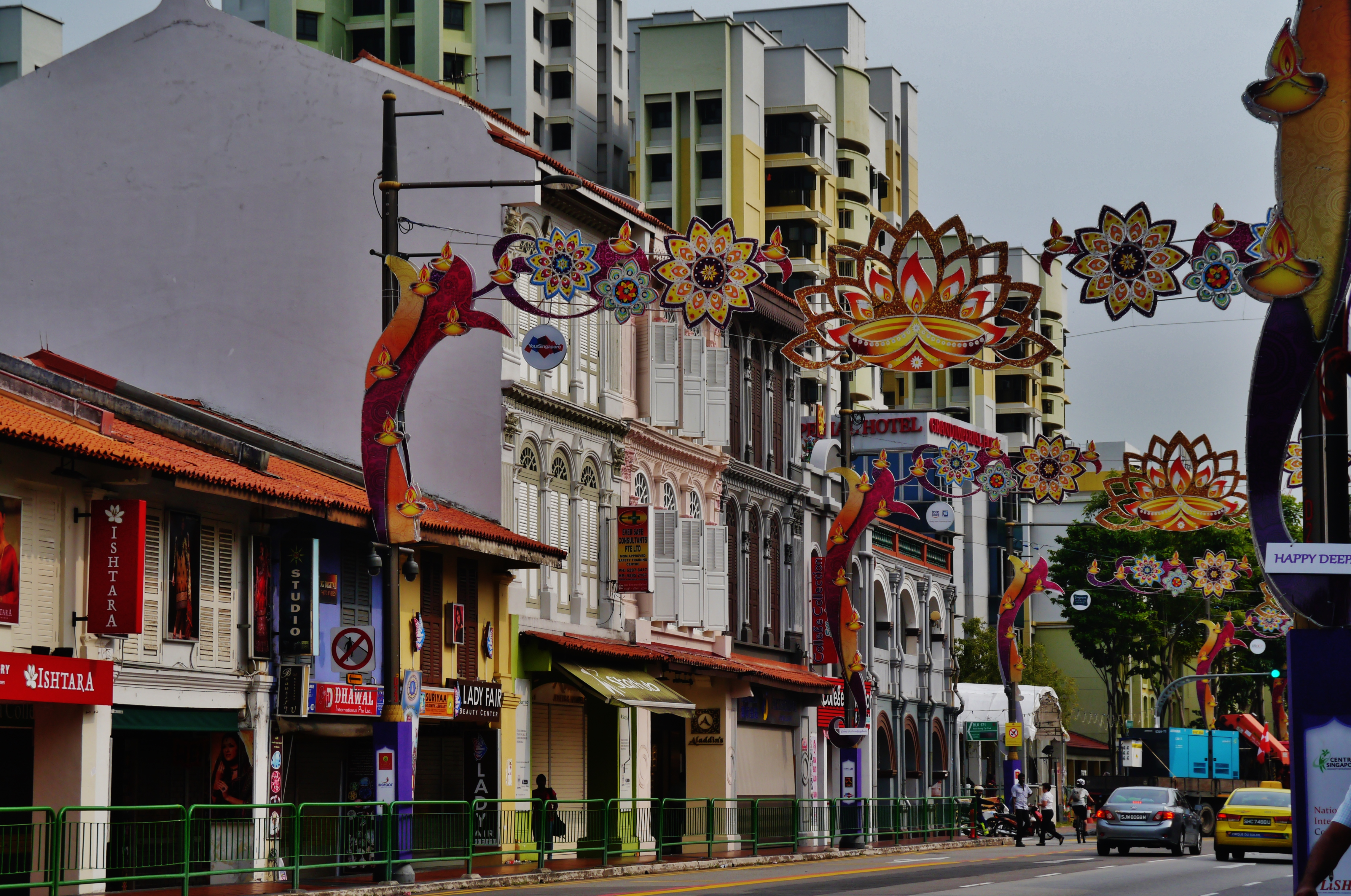
Häuser in der Serangoon Road

Khatijun wuchs in sehr wohlhabenden Verhältnissen auf. Die Familie besaß ein großes Haus in der Serangoon Road, der Hauptstraße des Little-India-Viertels, mit einer Fensterfront von 17 Fenstern zur Straße hin und drei oder vier Badezimmern. Neben dem Stadthaus besaß die Familie noch ein Anwesen mit zwei Strandhäusern in der Nähe der Kreuzung der Marine Parade Road und der Telok Kurau Road und einen Obstgarten an der Stevens Road, in dem viele Rambutan wuchsen. Darüber hinaus besaß die Mutter noch drei weitere Häuser. Des Weiteren besaß die Familie drei Autos, zwei große (Dodge und Lincoln), mit dem man zu Empfängen fuhr, und ein kleines (Austin) für den täglichen Gebrauch.
Die Familie beschäftigte auch viele Bedienstete, darunter vier chinesische Dienstmädchen (sogenannte Black & White Amahs) und zwei indische Köche, die alle mit ihnen im Haus lebten. Der Vater hatte außerdem einen Kammerdiener. Die Köche kauften jeden Tag auf dem Tekka Market für die Familie ein. Außerdem gab es einen Schreiner aus Shanghai, der die gesamten Möbel des Hauses anfertigte, und einen Juwelier. Die beiden hielten sich fast ständig im Hause auf.
Khatijuns Vater spielte eine große Rolle im gesellschaftlichen Leben von Singapur der Zwischenkriegszeit. Er war Mitglied des Rotary Clubs, war einer der Vorsteher der indischen Gemeinde von Singapur und wurde von den Kolonialbehörden zum Friedensrichter (Justice of the Peace – JP) ernannt. Durch seine Funktion als Vorsteher der indischen Gemeinde hatte der Vater auch viele Kontakte zu Hindus und nahm die Familie zu deren religiösen Festen mit, so zum Beispiel dem Thaipusam-Fest. Zu bestimmten Anlässen, wenn zum Beispiel eine hochgestellte Persönlichkeit aus Indien wie der Bankier Annamalai Chettiar in Singapur zu Besuch war, lud der Vater auf dem Grundstück des Stadthauses am Nachmittag zu Teegesellschaften ein. Zu solchen Empfängen kam dann auch der britische Gouverneur von Singapur.
Auf dem Anwesen am Strand verbrachte die Familie üblicherweise die Schulferien und feierte auch das Mandi-Safar-Fest. Von den beiden Häusern auf dem Anwesen war eines, das der Mutter gehörte und näher am Strand lag, den Frauen vorbehalten und das andere den Männern. Die Mutter, die sehr kontaktfreudig war, lud in ihr Haus viele Freundinnen aus verschiedenen Bevölkerungsgruppen ein und feierte mit ihnen und ihren Familien Partys. In ihrem Bekanntenkreis war die Mutter unter dem Namen Chik Pa Dubash Dawood bekannt. Über die Kontakte der Mutter entwickelte sich auch eine Freundschaft der Eltern mit dem Sultan von Johor. Die Familie fuhr deswegen auch öfter nach Johor.
Die Eltern engagierten sich beide stark in der Wohltätigkeitsarbeit und brachten diese auch ihren Kindern nahe. Sie führten Listen von bedürftigen Personen, die sie mit ihrem Auto aufsuchten, um ihnen Almosen in Form von Geld und Naturalien zu übergeben. Darunter waren auch einige Witwen, die die Mutter dauerhaft unterstützte. Manche Frauen suchten Khatijuns Mutter auch selbst auf, um von ihr Unterstützung zu erhalten. Unter den Freundinnen der Mutter waren auch viele nicht-muslimische Frauen, die in der Krankenhausarbeit und sozialen Arbeit tätig waren, während muslimischen Frauen diese Art der Wohltätigkeitsarbeit fremd war.
Die Familie trug anfangs westliche Kleidung, die Frauen englische Kleider oder bei offiziellen Anlässen Sari. Die Frauen passten sich aber im Laufe der Zeit, als sie mehr Kontakt mit Malaien, Arabern und Peranakan hatten, an deren Kleidungsgewohnheiten an. Eine Rolle spielte dabei auch die Freundschaft der Eltern mit dem Sultan von Johor. So trugen die Frauen der Familie im Laufe der Zeit immer häufiger Baju Kurung und Kebaya, vor allem im Umgang mit Muslimen. An dieser Regel hielt später auch Khatijun fest. Bei den Essensgewohnheiten mischte man westliche, indische und malaiischen Lebensart. Zum Frühstück gab es Brot mit Marmelade, Frühstücksflocken mit Milch oder Quaker-Haferflocken, am Mittag wurden fischhaltige malaiische Speisen oder Currys mit Reis gereicht, am Nachmittag war die Tea time ein Muss, und am Abend gab es noch eine fleischhaltige Mahlzeit. In ihrem Haushalt lebten viele Perserkatzen, die aus England importiert waren.
Khatijuns Mutter sprach von Haus aus Hindi, ihr Vater Tamil. Allerdings beherrschten die Eltern jeweils auch die Sprache ihres Ehepartners, dazu noch Englisch und Malaiisch. Die Mutter war im Gegensatz zum Rest der Familie auch imstande, die malaiische Zeitung in Jawi-Schrift zu lesen. Die Eltern sprachen unter sich häufig Tamil. Wenn aber die jüngeren Kinder dabei waren, wechselten sie auf Englisch, weil diese kein Tamil beherrschten. Mit den Bediensteten wurde dagegen Malaiisch gesprochen.

### Erziehung
Khatijuns Mutter war sehr religiös und in religiösen Dingen auch relativ strikt. Sie achtete streng darauf, dass die Kinder ab dem sechsten Lebensjahr das rituelle Gebet verrichteten und auch die Gebetszeiten einhielten. Am Morgen kam sie um 5 Uhr, noch vor dem Gebetsruf, ins Kinderzimmer und kniff die Kinder ins Bein, damit sie aufstanden und das Morgengebet verrichteten. Jeden Donnerstagabend kam ein älterer als Ustad bezeichneter Mann mit seiner Frau und gab den Kindern Religions- und Koranunterricht. Das Paar betete mit der Familie auch das Abend- und Nachtgebet. Der Unterricht fand zwischen den beiden Gebeten statt und wurde am Freitagnachmittag fortgesetzt. Während des Religionsunterrichts mussten die Mädchen ein Tudung-Kopftuch tragen und durften keine Scherze machen. Wenn etwas von ihren Beinen sichtbar wurde, ermahnte der Ustad die Mädchen, Hosen zu tragen. Der Ustad hielt einen Vortrag und stellte dazu hinterher Fragen.
Auch das Ramadan-Fasten wurde strikt eingehalten. Die wichtigsten religiösen Feiern waren die Nacht zur Mitte des Monats Schaʿbān und der Prophetengeburtstag. Am Abend der Schaʿbān-Nacht führte die Mutter eine dreistündige religiöse Lesung durch, und am Prophetengeburtstag wurde aus dem Maulid al-Barandschī vorgelesen. Wenn ältere Herrschaften kamen, mussten die Kinder ihnen zu Begrüßung die Hände küssen. An Feiertagen mussten sie ihnen auch die Füße küssen.
Die Mutter war sehr streng und drohte, wenn sie ärgerlich war, den Kindern auch manchmal mit dem Rohrstock, besonders, wenn sie Religionsunterricht oder Gebet vernachlässigten. Wenn die Kinder ihr etwas mitteilen wollten, mussten sie erst einmal vor ihr strammstehen. Wenn sie ein Zimmer betrat, mussten alle Kinder aufstehen. Da die Mutter gerne mehr Söhne gehabt hätte, behandelte sie Khatijun und ihre nächstältere Schwester bis zur Menarche wie Jungen. Sie trugen Jungenkleidung, hatten kurze Haare und spielten hauptsächlich mit ihrem Bruder und dessen Freunden (Cricket, Murmelspiel, Ballspiele usw.). Sie wuchsen auf wie Tomboys und fuhren auch Fahrrad. Allerdings durften sie nichts ohne den Bruder unternehmen und ohne ihn auch nicht mit anderen Jungen spielen. Auch als sie schon älter waren, musste immer eine Anstandsdame dabei sein, wenn sie ausgingen. Wenn ein fremder Mann das Haus betrat, mussten sie sofort den Blick senken.
Während die meisten Muslime der Umgebung ihren Töchtern nicht erlaubten, eine Schule zu besuchen, sorgten Khatijuns Eltern dafür, dass sie und ihre Schwestern eine Schulausbildung erhielten. Der Vater schickte die Töchter allesamt auf die Methodist Girls School in Mount Sophia. Die Wahl dieser Schule erklärte Khatijun Nissa damit, dass ihr Vater viele Kontakte zu den Kreisen hatte, die die christlichen Missionsschulen betrieben. Khatijun war die einzige Muslimin in ihrer Klasse. Sie nahm auch an dem Bibelunterricht teil, der ihr nach eigenem Bekunden große Freude bereitete. Ein Chauffeur fuhr die Kinder regelmäßig zur Schule und holte sie von dort auch wieder ab.
Die Mutter legte viel Wert auf Bildung, besonders für Mädchen, sorgte aber auch dafür, dass ihre Töchter Hausarbeit lernten. Deshalb schickte sie regelmäßig an einem Tag in der Woche das ganze Dienstpersonal weg und ließ die Töchter kochen und die Hausarbeit machen. Im Gegensatz zur Mutter war der Vater gegenüber den Kindern sehr duldsam. Der Vater mischte sich kaum in die Erziehung der Kinder ein und überließ diese vollständig seiner Frau. Im Jahre 1935, als Khatijun fast zehn Jahre alt war, starb ihr Vater im Anschluss an eine Augenoperation, die er in Madras durchführen ließ. Er hinterließ mehr als eine halbe Million Straits-Dollar.
Die Mutter erlaubte ihren Töchtern ins Kino zu gehen. Drei von ihnen, darunter Khatijun, wurden Ende der 1930er Jahre Mitglied des neu eröffneten Mickey Mouse Club im Capitol Theatre von Singapur, wo sie jeden Samstagmorgen Filme schauen konnten.

### Japanische Besatzungszeit und Heirat

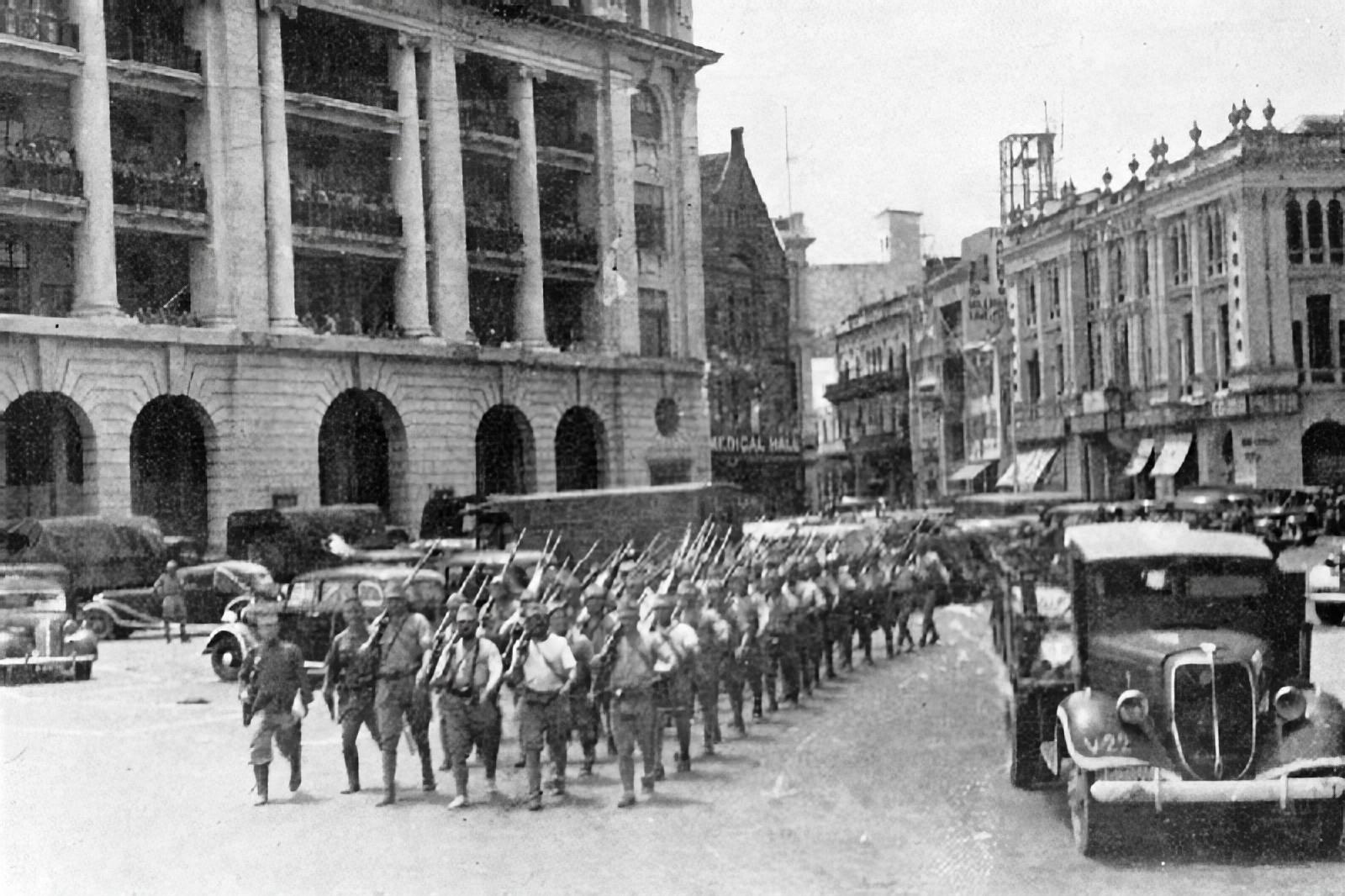
Japanische Truppen marschieren durch das eingenommene Singapur (1942)

Khatijun wollte eigentlich Pilotin werden, doch wurde ihre Schulausbildung durch den Zweiten Weltkrieg unterbrochen. Im Dezember 1941 fiel die erste Bombe auf Singapur, und kurz danach schlossen die Schulen, als die Japaner das Land besetzten. Die Niederlage der Briten am 15. Februar 1942 war für die Familie ein Schock, weil sie davon ausgegangen war, dass die Briten stark genug wären, um die Angriffe der Japaner abzuwehren. Die letzte Prüfung, die Khatijun ablegen konnte, war die Junior-Cambridge-Prüfung, die ungefähr der mittleren Schulreife entspricht.
Die japanische Besatzungsmacht zog den familieneigenen Packard ein und nahm auch Tafelsilber, Kristallvasen und andere Einrichtungsgegenstände aus dem Haus mit. Da es Berichte darüber gab, dass die Japaner junge Frauen entführten, zogen sich Khatijun und ihre Schwestern ganz in das Haus der Familie zurück und gingen kaum noch nach draußen. 1942 oder 1943 wurde das Haus allerdings durch einen Bombentreffer schwer beschädigt, und ein Teil der Stirnwand stürzte ein. Zudem herrschte im zweiten und dritten Jahr der japanischen Besetzung große Lebensmittelknappheit. Obst, Gemüse, Fisch und Fleisch waren kaum noch erhältlich. Zur Vorbeugung von Beriberi aß die Familie Hefe und Mais. Auf dem Bürgersteig vor ihrem Haus lagen immer wieder tote indonesische Arbeiter, die an den Folgen von Hunger und Krankheiten gestorben waren. Die Familie lebte von ihren Ersparnissen, aber durch die Machenschaften eines väterlichen Verwandten, der im Haus wohnte und Geschäftspartner des Vaters gewesen war, verlor sie 1943 einen Großteil ihres Vermögens. Die Mutter musste das große Stadthaus aufgeben und in eine kleinere Wohnung ziehen.
Khatijun selbst heiratete im Juni 1944 den indischstämmigen Lehrer Mohamed Siraj, der „zwei Türen weiter“ bei einer indischen Familie wohnte. Er kam aus einer hinduistischen Familie, war als Kind mit seinem Vater nach Singapur gekommen, hatte hier den Senior-Cambridge-Abschluss erworben und dann auf Wunsch des Vaters zwei Jahre an der Banaras Hindu University Medizin studiert. Allerdings hatte er das Studium nicht beenden können, weil ihn der Vater in Indien verheiraten wollte. Er war daraufhin nach Singapur zurückgeflüchtet. Als Khatijun ihn kennenlernte, arbeitete er als Hindi-Lehrer und bereitete Schüler auf die Senior-Cambridge-Prüfung in dieser Sprache vor. Außerdem hatte er einen Laden in der Serangoon Road, in dem er indische Kleidung und indische Bücher verkaufte. Die beiden wurden durch einen Zufall zusammengeführt: Khatijun öffnete ihm die Tür, als er der Familie während einer Ausgangssperre einen Betelbissen vorbeibrachte. Nach ihrer zufälligen Begegnung tauschten die beiden über das indische Küchenpersonal Briefe aus und telefonierten, wenn die Mutter schlief. Mohamed Siraj trat zum Islam über und bat einen der Anführer der muslimisch-indischen Gemeinde von Singapur, der gleichzeitig Dozent war, Dr. Munshi, bei der Familie ein gutes Wort für ihn einzulegen, um Khatijun heiraten zu können. Khatijun selbst sah Mohamed Siraj deswegen als passenden Ehemann an, weil er ihrem Eindruck nach tüchtig war und sie liebte. Obwohl Mutter und Bruder gegen die Eheschließung waren, weil Mohamed Siraj Neukonvertit war und aus ärmeren Verhältnissen kam, stimmten sie schließlich doch zu, weil Dr. Munshi sehr angesehen war. Mohamed Siraj war bei der Eheschließung schon 30 Jahre alt, während sie erst 18 war. Khatijun Siraj nahm bei der Eheschließung den Namen ihres Mannes an und zog zehn Tage später zu ihm in ein Haus mit Garten in der Upper Serangoon Road. Sie konnte eine Black & White Amah in den neuen Haushalt mitnehmen, die für sie die gesamte Hausarbeit erledigte. Zusammen mit ihr baute sie im Garten zur Selbstversorgung Auberginen und Bohnen an.
Khatijuns Mann war in der Indian Independence League tätig, einer politischen Organisation, die sich mit japanischer Unterstützung für die Aufhebung der britischen Kolonialherrschaft über Indien einsetzte. Er gehörte auch der Indian National Army an, gab für sie eine Zeitschrift namens Azad Hind heraus und fungierte als ihr Musterungsoffizier. Die Indian National Army versorgte ihn und seine Familie mit Hefe, Mais und Linsen für Dhal. Auch in dieser Zeit blieb Khatijun aus Furcht vor Entführungen durch die Japaner fast die ganze Zeit zu Hause. Hausbesuche bei Freunden waren allerdings möglich.

### Nach der Rückkehr der Briten: Beginn des sozialen Engagements

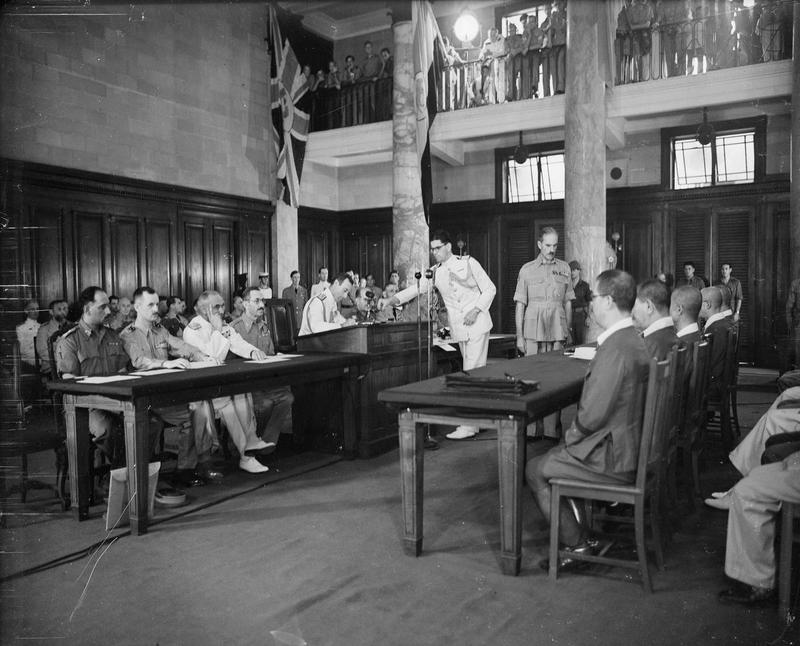
Japanische Kapitulation in Singapur

Nach der japanischen Kapitulation in Singapur am 12. September 1945 und dem Beginn der britischen Militärverwaltung begann Khatijun, sich sozial zu engagieren. Ihr Mann war Mitglied des Roten Kreuzes und des Order of Saint John und war Freiwilliger beim Luftschutz. Für seine Verdienste wurde er von Lady Mountbatten mit einer Medaille ausgezeichnet. Angeregt von dem Engagement ihres Mannes, bildete Khatijun zusammen mit anderen Frauen eine Gruppe, die sich um Menschen kümmerte, die nach der britischen Wiederbesetzung Singapurs den Lebensmut verloren hatten. Sie munterten die Menschen auf und halfen ihnen, ihr Leben nach dem Krieg wieder aufzubauen. Die meisten Frauen, mit denen Khatijun zusammenarbeitete, waren Ausländerinnen. Die Arbeitssprache war Englisch.
Nach einer Zeit wurde Khatijun als Helferin am St. Andrews Mission Hospital und in der Singapore Children Society tätig. Außerdem wurde sie in den frühen 1950er Jahren als einzige Asiatin Mitglied der von Europäerinnen dominierten Seamen’s Welfare Association, die sich um kranke Seeleute kümmerte, die in den Krankenhäuser von Singapur gelandet waren. Sie selbst sorgte für einige kranke Seeleute, schrieb für sie Briefe an ihre Familien, baute sie auf und brachte ihnen Essen. Außerdem engagierte sie sich in der Young Women’s Christian Association und im Kamala Club, einer nach Nehrus Ehefrau benannten indischen Frauenvereinigung. Des Weiteren wurde sie als erstes individuelles Mitglied in den 1958 gegründeten Singapore Council of Social Services (SCSS) aufgenommen, der als Dachorganisation der verschiedenen Wohlfahrtsorganisationen von Singapur fungiert. Schließlich war sie Mitglied in der Kommission für Familienplanung und führte für dieses Gremium an Nachmittagen in malaiischen Kampungs Erziehungsprogramme mit Diashows zur Familienplanung durch. Viele Malaien lehnten zu jener Zeit Familienplanung aus religiösen Gründen vehement ab. Insgesamt saß Khatijun zu dieser Zeit in zwölf Kommissionen.
Gleichzeitig kümmerte sich Khatijun aber auch um ihre Familie. Sie bekam vier Kinder, zwei Söhne und zwei Töchter. Drei der Kinder brachte sie in den späten 1940er Jahren zu Hause zur Welt. Das vierte Kind, das sie erst 1958 bekam, gebar sie im Krankenhaus. Auch in dieser Zeit hatte die Familie immer Bedienstete im Haus. Wie ihre Mutter achtete Khatijun Siraj auch selbst bei ihren eigenen Kindern auf eine strenge religiöse Erziehung.

### Der Kampf für das Familiengericht und die Gründung der PPIS
Am St. Andrews Mission Hospital und in der Singapore Children Society wurde Khatijun auf das Leiden malaiischer muslimischer Frauen aufmerksam, die von ihren Ehemännern im Stich gelassen, misshandelt oder ohne Geld auf die Straße gesetzt wurden. Muslimische Männer konnten sich zu dieser Zeit in Singapur von ihren Frauen scheiden lassen, indem sie ihre Entscheidung lediglich mündlich mitteilten, und mussten nur für drei Monate einen minimalen Unterhalt zahlen, selbst wenn das Paar Kinder hatte, so dass die Frauen keinen Regressanspruch oder Schutz hatten. Viele der geschiedenen Frauen waren Analphabetinnen, Polygamie war sehr verbreitet. Die Scheidungsrate war sehr hoch (nach Angabe von Khatijun Siraj lag sie bei 70 bis 80 Prozent). Viele Frauen waren schon mit 15 oder 16 Jahren verheiratet worden, hatten danach zwei, drei Kinder bekommen und waren schon mit 20, 21 Jahren wieder verstoßen worden. In manchen Fällen war dies ohne das Wissen der Frauen geschehen. Sie waren lediglich postalisch von einem Qādī über die Verstoßung informiert worden. Die geschiedenen Frauen waren mittellos und suchten das Krankenhaus auf, in dem Siraj arbeitete, weil ihre Kinder krank waren und sie die Kosten für den Arzt nicht aufbringen konnten. Manche dieser Frauen wandten sich in Ermangelung anderer ausreichend einträglicher Arbeitsmöglichkeiten der Prostitution zu.
Khatijun ermunterte die geschiedene Frauen, vor Gericht zu ziehen und sich den Unterhalt für die Kinder von ihren früheren Ehemännern zu erstreiten. Außerdem schrieb sie, wenn sie mit Fällen zu tun hatte, bei denen Männer ihre Frauen ohne deren Wissen vor dem Qādī verstoßen hatten, Briefe an den 1947 gegründeten Muslim Advisory Board von Singapur und beschwerte sich über das Verhalten der beteiligten Ehemänner und Qādīs. Der Muslim Advisory Board, in dem ausschließlich männliche Religionsgelehrte und Geschäftsleute saßen, blieb jedoch untätig. Außerdem forderte Khatijun Nissa in ihren Briefen die Schaffung eines Familiengerichts, an dem Ehescheidungen künftig verhandelt werden sollten. Um ihren Forderungen Nachdruck zu verleihen, organisierte sie 1952 im Gebäude der Jamiyah, der muslimischen Missionsgesellschaft von Singapur, eine Großveranstaltung, zu der ungefähr 500 muslimische Frauen kamen.<name="T17-271" /> Hier wiederholte Khatijun ihre Forderungen nach Einrichtung eines Familiengerichts. Eine von Khatijuns wichtigsten Mitstreiterinnen bei dem Projekt war die arabischstämmige Sharifah Alwiah Alsagoff, die auch auf der Veranstaltung eine Rede hielt. Nicht alle Frauen waren aber mit Khatijuns Vorgehen einverstanden. So gab es einzelne Frauen, die ihr vorwarfen, selbst die Hoffnung zu hegen, Qādī an einem solchen Gericht zu werden.
Nach der Großversammlung rief Khatijun 20 bis 25 muslimische Frauen aus ihrem Freundes- und Bekanntenkreis zusammen, um mit ihnen die Young Women Muslim Association, auf Malaiisch Pesatuan Pemudi Islam Singapura (PPIS), zu gründen. Die Frauen waren gebildet und wohlhabend und gehörten verschiedenen Nationen an: Es waren darunter Malaiinnen, Inderinnen, Chinesinnen, Europäerinnen, Perserinnen, Araberinnen und Indonesierinnen. Zur ersten Präsidentin wurde Gauhar Taj Begum Namazie, die Tochter des früheren Premierministers von Hyderabad (Staat), die selbst dem Inner Wheel angehörte. Eines der Hauptziele bei der Gründung der Organisation war es, die Regierung dazu zu bringen, die Ehe- und Scheidungsgesetzgebung in der Weise zu verschärfen, dass muslimische Männer ihre Frauen nicht mehr so leicht verstoßen und auch keine weiteren Ehefrauen mehr heiraten konnten, wenn sie nicht imstande waren, die erste Frau und deren Kinder zu ernähren. Allerdings ging es auch darum, Frauenbildung zu verbessern. Die Organisation wurde 1952 eingetragen. Anfangs gehörten ihr 21 Frauen an.
Da die PPIS nur über geringe Geldressourcen verfügte, hielten die Frauen zwei bis drei Mal jährlich im Gebäude der Malay Football Association kleine Basare ab, auf denen sie Kuchen und Nähereien verkauften. Auch ihre Treffen fanden dort statt. Khatijun konnte nun ihre Briefe an den Muslim Advisory Board, in denen sie auf das Schicksal der verstoßenen und verarmten muslimischen Frauen aufmerksam machte und die Schaffung eines Familiengerichts forderte, im Namen der PPIS schreiben. Der Muslim Advisory Board wurde allerdings erst tätig, nachdem auch ein Mann sich über die Handlungsweise der Qādīs beschwert hatte. Es wurden daraufhin Untersuchungen eingeleitet, die eine enorm hohe Scheidungsrate bei den Muslimen offenbarten. Der Muslim Advisory Board stimmte daraufhin der Schaffung eines Familiengerichts zu, bestand allerdings darauf, dass dieses Scharia-Gericht (Syariah Court) heißen müsse.
Khatijuns Bemühungen führten schließlich 1958 dazu, dass die Regierung ein Scharia-Gericht einrichtete, um die Gesetzgebung zu Ehe- und Familienangelegenheiten, einschließlich der Scheidungs- und Polygamiegesetze, zu reformieren. In der Anfangszeit gab es allerdings einige Männer, die das Gericht nicht ernst nahmen. Sie stellten seine Existenzberechtigung in Frage und erschienen erst nach mehrfacher Mahnung oder richterlicher Anordnung.
Mit ihren Aktivitäten beeinflusste Khatijun Nisa auch die befreundete chinesische Ärztin und Autorin Han Suyin, die in den 1950er Jahren in Singapur lebte. Sie veröffentlichte 1961 mit Picnic in Malaya eine Kurzgeschichte, die die Notlage der malaiischen Frauen nach der Unabhängigkeit von Malaya zum Thema machte. Bevor Han Suyin ihre Geschichte veröffentlichte, gab sie das Manuskript Khatijun Nisa zur inhaltlichen Überprüfung. Nach Angabe von Khatijun Nisa wollte Han Suyin aus der Erzählung einen Film machen, der in allen muslimischen Ländern gezeigt wird.

### Ihre Arbeit am Scharia-Gericht
Das 1958 geschaffene Scharia-Gericht bestand insgesamt aus vier Personen: dem Gerichtspräsidenten, dem Chief Kadi, dem Kadi und einem Sozialarbeiter. Als die Stelle des Sozialarbeiters ausgeschrieben wurde, bewarb sich Khatijun darauf und hatte Erfolg. So wurde sie 1960 zur ersten weiblichen Sozialarbeiterin an diesem Gericht. Ihre Aufgabe bestand darin, bei den auflaufenden Scheidungsgesuchen mit den betroffenen Paaren Beratungsgespräche zu führen und darauf hinzuwirken, dass sie sich wieder versöhnten. Wenn ihr dies gelang, war der Fall damit abgeschlossen. Wenn hingegen beide Ehepartner auf eine Scheidung bestanden, wurde die Scheidung durch den Kadi vollzogen. Nur wenn zwischen den Ehepartnern Uneinigkeit bestand, eine Partei die Ehe aufrechterhalten wollte und die andere nicht, wurde der Fall vor Gericht verhandelt. In diesem Fall entschied der Präsident. Häufig wurden die Fälle dann an Khatijun zurückverwiesen. Um die Rechtsfälle, mit denen sie zu tun hatte, besser rechtlich einordnen zu können, besuchte Siraj zwei Jahre lang einen Kurs zum islamischen Eherecht an der University of Singapore.
Siraj beschreibt in ihren Erinnerungen die Arbeit am Scharia-Gericht als „eine schreckliche Erfahrung, denn es gab viele Frauen, die wegen Problemen mit ihren Ehemännern vor Gericht kamen.“ Pro Jahr hatte sie mit 500 bis 600 Fällen zu tun. Meistens handelte es sich um Geldprobleme, weil die Ehemänner andere Frauen heirateten und ihre früheren Frauen ohne finanzielle Unterstützung allein zurückließen. In einigen Fällen hatten Männer ihre Ehefrauen auch mit spitzen Gegenständen verletzt oder blutig geschlagen. Viele der am Scharia-Gericht verhandelten Ehestreitigkeiten hatten damit zu tun, dass das Ehepaar noch bei den Eltern des Ehemanns wohnte und sich die Schwiegereltern in die Ehe einmischten. In einigen dieser Fälle wandte sich Khatijun Siraj an das Housing & Development Board und konnte erreichen, dass das Ehepaar eine eigene Wohnung erhielt. Neben der Arbeit am Scharia-Gericht war Khatijun Nissa noch Mitglied in zwölf verschiedenen Kommissionen.
Ein Effekt der Arbeit des Scharia-Gerichts war, dass die Scheidungsrate in der muslimischen Gemeinschaft von 70 auf 27 Prozent sank, nach Yong Li Xuan sogar auf 18,5 Prozent. Das Scharia-Gericht sorgte auch dafür, dass die muslimischen Männer Unterhaltszahlungen an ihre geschiedenen Frauen leisteten. Allerdings hatte Khatijun den Eindruck, dass Männer von dem Gericht bevorzugt behandelt wurden und leichter eine Scheidung erreichen konnten. Junge Frauen, die sich scheiden lassen wollten, mussten manchmal vier bis fünf Jahre bis zur Scheidung warten, obwohl der Mann keinen Unterhalt zahlte. Siraj beschreibt die Situation dieser Frauen als „gehängt ohne Strick“ (gantung tak bertali).
Da Khatijun bei ihrer Arbeit am Scharia-Gericht immer wieder mit Fällen von Polygamie zu tun hatte, bei denen der Mann nicht einmal imstande war, seine erste Familie zu ernähren, schrieb sie einen Artikel, in dem sie eine Kontrolle der Polygamie forderte, und machte in diesem Sinne auch Eingaben beim Muslim Advisory Council. Ihr Einsatz für die Rechte muslimischer Frauen ebnete 1966 den Weg für den Administration of Muslim Law Act (AMLA), der ein zentralisiertes Verwaltungssystem bereitstellte, das alle Aspekte des muslimischen Lebens in Singapur abdeckte. Durch dieses Gesetz erhielten verheiratete muslimische Frauen mehr Schutz und Vertretung beim Scharia-Gericht. Selbst nach Änderung der Rechtssituation hatten viele muslimische Frauen aber immer noch keine Bildung, und ihre Eltern und Ehemänner hielten sie zu Hause. Deshalb konzentrierte sich der Rat darauf, diesen Frauen Wohltätigkeits-, Wohlfahrts-, Rechts- und medizinische Beratung zu bieten. Die Auseinandersetzung mit den Problemen ihrer Klientinnen veranlasste Khatijun 1964 dazu, den Muslim Women’s Welfare Council zu gründen.

### Spätere Aktivitäten
Nachdem sie 1970 das Scharia-Gericht verlassen hatte, wechselte Frau Siraj in die damalige Sozialhilfebehörde, wo sie Fälle von heranwachsenden Mädchen mit Verhaltens- und Konfliktproblemen bearbeitete und diese und ihre Familienangehörigen beriet. Von 1976 bis 1979 arbeitete sie beim Singapore Council of Social Services. Hier führte sie Gespräche mit älteren und bedürftigen Menschen, die Sozialhilfe und anderes benötigten. Khatijun besuchte auf Reisen Saudi-Arabien (Mekka), Libanon und Marokko.

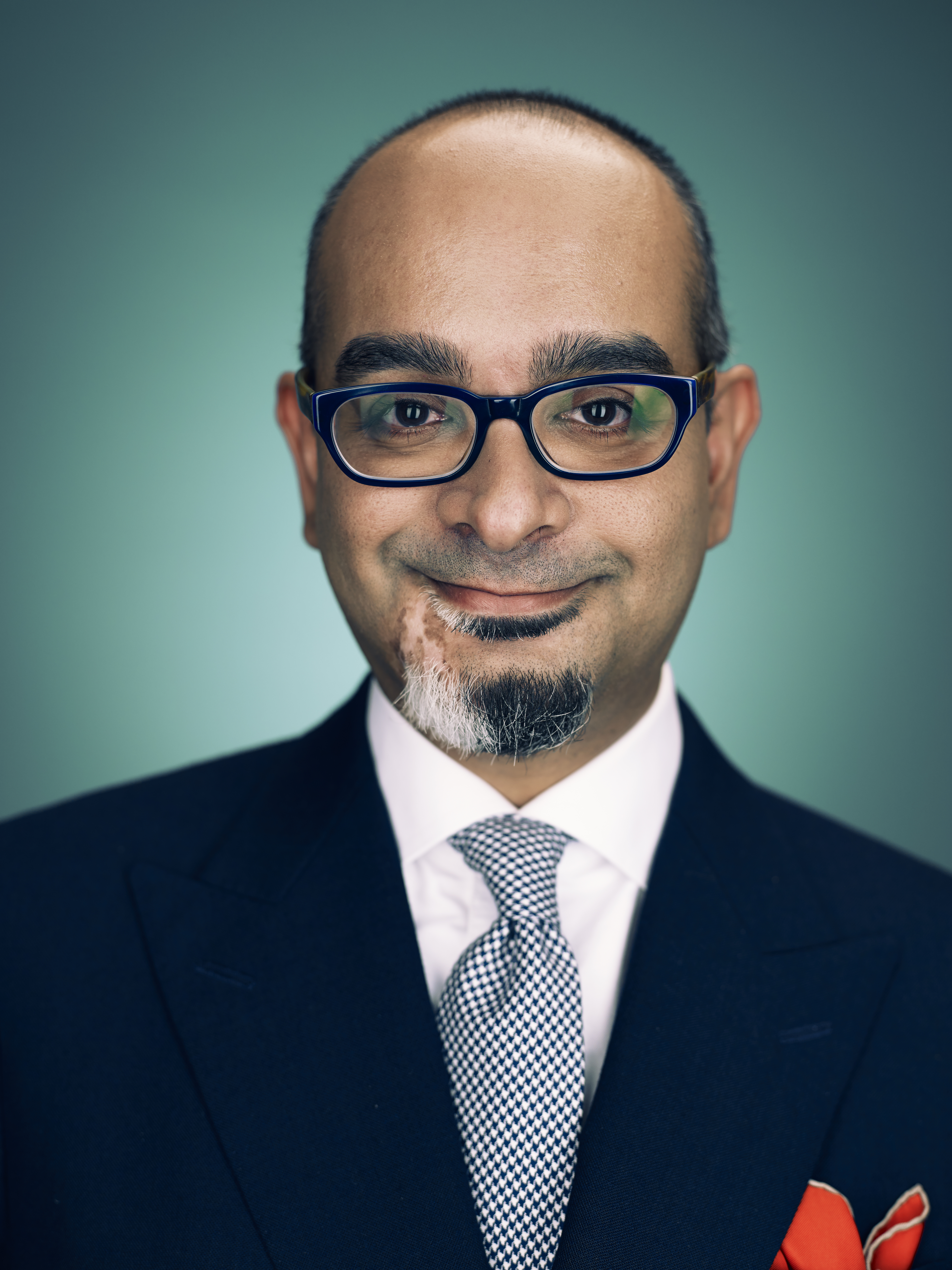
Enkel Huzir Sulaiman

In den Jahren 1995 und 1996 gab Khatijun Nissa Siraj dem National-Archiv von Singapur im Rahmen seines Oral-History-Projekts eine Serie von Interviews über ihr Leben, die 2001 in Form von Tonaufnahmen im Umfang von 17 Stunden und zugehörigen Transkripten veröffentlicht wurden. Diese Interviews sind auch eine wichtige Quelle zum Alltagsleben in Singapur sowie zu den Bräuchen der singapurischen Muslime. Sirajs Enkel, der malaysische Bühnenautor Huzir Sulaiman, stützte auf diese Interviews sein Theaterstück Occupation, das er 2002 beim Singapore International Festival of Arts präsentierte.
Nachdem sich im November 2022 Sirajs Gesundheitszustand verschlechtert hatte, starb sie am 7. März 2023 im Alter von 97 Jahren. Sie wurde am Mittag des 8. März auf dem muslimischen Teil des Choa-Chu-Kang-Friedhofs begraben. Siraj hinterließ drei Kinder und sechs Enkel. Ihre beiden Töchter Zaibun, die bei ihrem Tod bereits 75 Jahre alt war, und Mehrun engagierten sich ebenfalls für Frauen- und Menschenrechte.

## Auszeichnungen
Im Jahr 2014 wurde Khatijun Nissa Siraj für ihre soziale und anwaltschaftliche Arbeit vom Singapore Council of Women’s Organisations ausgezeichnet, der Siraj als eine der ersten Frauen in die Singapore Women’s Hall of Fame aufnahm.